# Хрущёвское муниципальное образование
Хрущёвское муниципальное образование — сельское поселение в Самойловском районе Саратовской области Российской Федерации.
Административный центр — село Хрущёвка.

## История
Статус и границы сельского поселения установлены Законом Саратовской области от 29 декабря 2004 года № 116-ЗСО «О муниципальных образованиях, входящих в состав Самойловского муниципального района».

## Население
| 2010  | 2011  | 2012  | 2013  | 2014  | 2015  | 2016  |
| ----- | ----- | ----- | ----- | ----- | ----- | ----- |
| 1381  | ↘1374 | ↘1319 | ↘1274 | ↘1224 | ↘1200 | ↘1163 |
| 2017  | 2018  | 2019  | 2020  | 2021  |       |       |
| ↗1169 | ↘1144 | ↘1116 | ↘1060 | ↘1030 |       |       |

## Состав сельского поселения
| № | Населённый пункт | Тип населённого пункта       | Население |
| - | ---------------- | ---------------------------- | --------- |
| 1 | Голицыно         | село                         | ↘134      |
| 2 | Кириков          | посёлок                      | 53        |
| 3 | Новосамойловский | посёлок                      | ↘56       |
| 4 | Садовый          | посёлок                      | ↘518      |
| 5 | Хрущёвка         | село, административный центр | ↘620      |